# Cuatro (álbum)
Cuatro es el cuarto álbum de estudio de la banda de rock chilena Congelador, lanzado en 2002 bajo su propio sello independiente Quemasucabeza.

## Lista de canciones
Todas las canciones escritas y compuestas por Congelador. 
| Cuatro |                        |          |  |
| N.º    | Título                 | Duración |  |
| 1.     | «Núcleo»               |          |  |
| 2.     | «Il novo»              |          |  |
| 3.     | «En mi lugar»          |          |  |
| 4.     | «Protégeme»            |          |  |
| 5.     | «Mario Gasc»           |          |  |
| 6.     | «Volar con Dios»       |          |  |
| 7.     | «Despertar»            |          |  |
| 8.     | «Campo de fuerza»      |          |  |
| 9.     | «Centro del sol»       |          |  |
| 10.    | «Puesta de sol»        |          |  |
| 11.    | «Huesos»               |          |  |
| 12.    | «El color del cristal» |          |  |
| 13.    | «Ya no es lo mismo»    |          |  |
| 14.    | «Sácate los ojos»      |          |  |